# Diego González (paragwajski piłkarz)
Diego Luis González Alcaraz (ur. 7 stycznia 2003 w Górnej Paranie) – paragwajski piłkarz występujący na pozycji skrzydłowego, od 2025 roku zawodnik meksykańskiego Atlasu.